# Vladica Popović
Vladimir „Vladica“ Popović (serbisch-kyrillisch Владимир „Владица“ Поповић; * 17. März 1935 in Zemun, Königreich Jugoslawien; † 10. August 2020 in Belgrad) war ein jugoslawischer Fußballspieler und -trainer.

## Spielerkarriere

### Verein
Vladimir Popović begann seine Karriere bei Roter Stern Belgrad. Dort wurde er 1956, 1957, 1959, 1960 und 1964 Meister in der 1. jugoslawischen Fußballliga und gewann 1958, 1959 und 1964 den jugoslawischen Pokal. Zur Saison 1965/66 wechselte Popović zum VfB Stuttgart in die deutsche Bundesliga. Nachdem er in dieser Saison auf zwei Bundesligaeinsätze gekommen war, wechselte er zu den Stuttgarter Kickers in die Regionalliga Süd. Ehe er seine Spielerkarriere beendete, spielte Popović 1968 noch für ein Jahr in Venezuela bei Deportivo Canarias.

### Nationalmannschaft
Zwischen 1956 und 1965 machte Vladimir Popović 20 Spiele für die Jugoslawische Nationalmannschaft. Die Weltmeisterschaft 1958 endete für ihn und seine Auswahl mit einer Niederlage im Viertelfinale gegen die BRD. Bei der Weltmeisterschaft 1962 unterlag Popović mit Jugoslawien im Spiel um Platz 3 dem Ausrichter Chile.

## Trainerkarriere
Die Trainerkarriere von Vladimir Popović begann in Venezuela. Dort trainierte er den Portuguesa Fútbol Club, mit dem er 1975 und 1979 Venezolanischer Meister wurde. Weitere Trainerstationen in Venezuela waren der Anzoátegui FC, Deportivo Italia und der FC Caracas. In Kolumbien war Popović Cheftrainer von Independiente Santa Fe, Atlético Nacional und Deportivo Cali. In Jugoslawien übernahm er zunächst den Trainerposten bei Napredak Kruševac und FK Trepča. 1991 wurde Popović Cheftrainer von Roter Stern Belgrad und gewann gegen CSD Colo-Colo den Weltpokal. 1992 wurde er in der letzten Saison der 1. jugoslawischen Fußballliga Meister. Dabei waren kroatische und slowenische Klubs wegen der Jugoslawienkriege gar nicht mehr angetreten und die bosnischen Vereine zogen sich aus demselben Grund während der Saison aus der Liga zurück. Nach dieser Spielzeit wurde Popović für ein Jahr Trainer der Nationalmannschaft von Peru.